# Herbert Feldhofer
Herbert Feldhofer (* 29. Januar 1938 in Wien; † 29. August 2011) war ein österreichischer Komponist und Musiklehrer.

## Leben
Herbert Feldhofer besuchte in den Jahren von 1952 bis 1956 die Kindersingschule Wien und erhielt Blockflötenunterricht an der Musikschule der Stadt. Ebenso zu dieser Zeit absolvierte er Schriftsetzerlehre.
Von 1953 bis 1961 studierte er an der Musik und Kunst Privatuniversität der Stadt Wien Komposition sowie Oboe bei Rudolf Spurny und von 1964 bis 1972 Komposition bei Alfred Uhl.
Bis zum Jahr 1959 übte Feldhofer den Beruf des Maschinensetzers aus. Danach wechselte er bis zu seiner Pensionierung im Jahr 1993 als Lehrer für Blockflöte an die Musik und Kunst Privatuniversität der Stadt Wien.
In den Jahren 1969, 1975 und 1993 wurde Herbert Feldhofer mit dem Förderungspreis des Theodor-Körner-Fonds ausgezeichnet.

## Werke (Auswahl)

### Ensemblemusik
- Wenn i auf ein Wein steh’ – Wiener Lied (1984)[4]
- Miniaturen aus einer Komponistenwerkstatt – Miniatures from a Composers Workshop, Besetzung: zwei Flöten, zwei Oboen, zwei Klarinetten, zwei Fagotte, zwei Hörner und Schlagzeug (1990)[4]
- Leut’ln – für euch – Wiener Lied (1990)[4]
- Das ist die U-Bahn – Wiener Lied (1990)[4]
- Leichtfüssig – Quartett für zwei Klarinetten, Kontragitarre und Klavier (1990)[4]
- Neulerchenfelder Marsch – Quintett für zwei Violinen, Klarinette, Kontragitarre und Klavier (1990)[4]
- Ich muß erwachsen sein – Wiener Lied (1990)[4]
- Ein Altwiener Hof – Wiener Lied (1990)[4]
- Mein Haus, in dem ich wohn’ – Wiener Lied (1990)[4]
- Auf der Jubiläumswart’ – Wiener Lied (1990)[4]
- Trio – für Flöte, Violine und Violoncello (1987)[4]
- Hör’ i a Weanaliad – Wiener Lied (1991)[4]
- Ja, ja in Ottakring – Wiener Lied (1991)[4]
- Die Blumenpräsidentin – Szenisches Märchen mit Musik (Musical) (1992)[4]
- I brauch kan Intellekt – Wiener Lied (1992)[4]

### Solomusik
- Drei gnadenlos–schöne Agghazy–Stückerln – für Klavier zu höchstens zwei Händen (1986)[4]
- Ragtime – Solo für Klavier (1987)[4]
- Duftologie – Lied für Solostimme und Klaviersolo (1990)[4]
- Blumen-Idylle – Solo für Klavier (1990)[4]
- Kennen Sie mein’ Hund? – Wiener Lied (Solo Couplet) (1990)[4]
- Dreck-Lied – Dialekt-Lied, Solo für Stimme und Klavier (1990)[4]